# 1313
Il 1313 (MCCCXIII in numeri romani) è un anno  del XIV secolo.

## Eventi
- 7 gennaio - Cangrande I della Scala sconfigge i Padovani a Camisano Vicentino e distrugge il castello.[1]

## Nati
- 14 febbraio - Thomas de Beauchamp, XI conte di Warwick, conte († 1369)
- 17 aprile - Costantino V d'Armenia, sovrano († 1363)
- 6 luglio - Donato Velluti, politico italiano († 1370)
- 1º agosto - Kōgon, imperatore giapponese († 1364)
- 16 novembre - Ibn al-Khatib, politico arabo († 1375)
- Elizabeth de Badlesmere, nobile inglese († 1356)
- Giovanni Boccaccio, scrittore e poeta italiano († 1375)
- Guy de Boulogne, cardinale e arcivescovo cattolico francese († 1373)
- Isabella di Valois, nobile francese († 1383)
- Maria del Portogallo, regina († 1357)
- Matilde di Baviera, principessa tedesca († 1346)
- Buonaccorso da Montemagno il Vecchio, poeta italiano († 1390)
- Cola di Rienzo, politico e militare italiano († 1354)

## Morti
- 10 febbraio - John Hastings, I barone Hastings, nobile inglese (n. 1262)
- 11 aprile - Guglielmo di Nogaret, giurista francese (n. 1260)
- 20 aprile - Boleslao II di Masovia, nobile polacco
- 22 aprile - Bernardino da Polenta, condottiero italiano
- 11 maggio - Robert Winchelsey, arcivescovo cattolico e teologo inglese
- 19 agosto - Angelo di Acquapagana, religioso italiano (n. 1261)
- 22 agosto - Jean Le Moine, vescovo e cardinale francese
- 24 agosto - Enrico VII di Lussemburgo, sovrano (n. 1275)
- 1º settembre - Emerico di Quart, vescovo cattolico italiano
- 14 settembre - Notburga di Eben, santa austriaca (n. 1265)
- 29 settembre - Imagina di Isenburg-Limburg, sovrana tedesca
- 28 ottobre - Elisabetta di Tirolo-Gorizia, regina
- 18 novembre - Costanza del Portogallo, regina (n. 1290)
- 14 dicembre - Arnaud de Canteloup, cardinale e arcivescovo cattolico francese
- Meo Abbracciavacca, poeta italiano
- Giorgio VI di Georgia, re
- Giovanni di Svevia, nobile tedesco
- Ildebrandino Guidi di Romena, vescovo cattolico italiano
- Alessandro della Spina, religioso e inventore italiano
- Hugo von Trimberg, poeta e filosofo tedesco (n. 1230)
- Guglielmo d'Accursio, giurista italiano (n. 1246)
- Cecilia di Rodez, nobile francese (n. 1272)

## Calendario
| Calendario 1313 | Calendario 1313 | Calendario 1313 | Calendario 1313 | Calendario 1313 | Calendario 1313 | Calendario 1313 | Calendario 1313 | Calendario 1313 | Calendario 1313 | Calendario 1313 | Calendario 1313 | Calendario 1313 | Calendario 1313 | Calendario 1313 | Calendario 1313 | Calendario 1313 | Calendario 1313 | Calendario 1313 | Calendario 1313 | Calendario 1313 | Calendario 1313 | Calendario 1313 | Calendario 1313 | Calendario 1313 | Calendario 1313 | Calendario 1313 | Calendario 1313 | Calendario 1313 | Calendario 1313 | Calendario 1313 | Calendario 1313 | Calendario 1313 |
| --------------- | --------------- | --------------- | --------------- | --------------- | --------------- | --------------- | --------------- | --------------- | --------------- | --------------- | --------------- | --------------- | --------------- | --------------- | --------------- | --------------- | --------------- | --------------- | --------------- | --------------- | --------------- | --------------- | --------------- | --------------- | --------------- | --------------- | --------------- | --------------- | --------------- | --------------- | --------------- | --------------- |
|                 | 1               | 2               | 3               | 4               | 5               | 6               | 7               | 8               | 9               | 10              | 11              | 12              | 13              | 14              | 15              | 16              | 17              | 18              | 19              | 20              | 21              | 22              | 23              | 24              | 25              | 26              | 27              | 28              | 29              | 30              | 31              |                 |
| Gennaio         | Lu              | Ma              | Me              | Gi              | Ve              | Sa              | Do              | Lu              | Ma              | Me              | Gi              | Ve              | Sa              | Do              | Lu              | Ma              | Me              | Gi              | Ve              | Sa              | Do              | Lu              | Ma              | Me              | Gi              | Ve              | Sa              | Do              | Lu              | Ma              | Me              |                 |
| Febbraio        | Gi              | Ve              | Sa              | Do              | Lu              | Ma              | Me              | Gi              | Ve              | Sa              | Do              | Lu              | Ma              | Me              | Gi              | Ve              | Sa              | Do              | Lu              | Ma              | Me              | Gi              | Ve              | Sa              | Do              | Lu              | Ma              | Me              |                 |                 |                 |                 |
| Marzo           | Gi              | Ve              | Sa              | Do              | Lu              | Ma              | Me              | Gi              | Ve              | Sa              | Do              | Lu              | Ma              | Me              | Gi              | Ve              | Sa              | Do              | Lu              | Ma              | Me              | Gi              | Ve              | Sa              | Do              | Lu              | Ma              | Me              | Gi              | Ve              | Sa              |                 |
| Aprile          | Do              | Lu              | Ma              | Me              | Gi              | Ve              | Sa              | Do              | Lu              | Ma              | Me              | Gi              | Ve              | Sa              | Do              | Lu              | Ma              | Me              | Gi              | Ve              | Sa              | Do              | Lu              | Ma              | Me              | Gi              | Ve              | Sa              | Do              | Lu              |                 |                 |
| Maggio          | Ma              | Me              | Gi              | Ve              | Sa              | Do              | Lu              | Ma              | Me              | Gi              | Ve              | Sa              | Do              | Lu              | Ma              | Me              | Gi              | Ve              | Sa              | Do              | Lu              | Ma              | Me              | Gi              | Ve              | Sa              | Do              | Lu              | Ma              | Me              | Gi              |                 |
| Giugno          | Ve              | Sa              | Do              | Lu              | Ma              | Me              | Gi              | Ve              | Sa              | Do              | Lu              | Ma              | Me              | Gi              | Ve              | Sa              | Do              | Lu              | Ma              | Me              | Gi              | Ve              | Sa              | Do              | Lu              | Ma              | Me              | Gi              | Ve              | Sa              |                 |                 |
| Luglio          | Do              | Lu              | Ma              | Me              | Gi              | Ve              | Sa              | Do              | Lu              | Ma              | Me              | Gi              | Ve              | Sa              | Do              | Lu              | Ma              | Me              | Gi              | Ve              | Sa              | Do              | Lu              | Ma              | Me              | Gi              | Ve              | Sa              | Do              | Lu              | Ma              |                 |
| Agosto          | Me              | Gi              | Ve              | Sa              | Do              | Lu              | Ma              | Me              | Gi              | Ve              | Sa              | Do              | Lu              | Ma              | Me              | Gi              | Ve              | Sa              | Do              | Lu              | Ma              | Me              | Gi              | Ve              | Sa              | Do              | Lu              | Ma              | Me              | Gi              | Ve              |                 |
| Settembre       | Sa              | Do              | Lu              | Ma              | Me              | Gi              | Ve              | Sa              | Do              | Lu              | Ma              | Me              | Gi              | Ve              | Sa              | Do              | Lu              | Ma              | Me              | Gi              | Ve              | Sa              | Do              | Lu              | Ma              | Me              | Gi              | Ve              | Sa              | Do              |                 |                 |
| Ottobre         | Lu              | Ma              | Me              | Gi              | Ve              | Sa              | Do              | Lu              | Ma              | Me              | Gi              | Ve              | Sa              | Do              | Lu              | Ma              | Me              | Gi              | Ve              | Sa              | Do              | Lu              | Ma              | Me              | Gi              | Ve              | Sa              | Do              | Lu              | Ma              | Me              |                 |
| Novembre        | Gi              | Ve              | Sa              | Do              | Lu              | Ma              | Me              | Gi              | Ve              | Sa              | Do              | Lu              | Ma              | Me              | Gi              | Ve              | Sa              | Do              | Lu              | Ma              | Me              | Gi              | Ve              | Sa              | Do              | Lu              | Ma              | Me              | Gi              | Ve              |                 |                 |
| Dicembre        | Sa              | Do              | Lu              | Ma              | Me              | Gi              | Ve              | Sa              | Do              | Lu              | Ma              | Me              | Gi              | Ve              | Sa              | Do              | Lu              | Ma              | Me              | Gi              | Ve              | Sa              | Do              | Lu              | Ma              | Me              | Gi              | Ve              | Sa              | Do              | Lu              |                 |